# Беклабувір
Беклабувір (англ. Beclabuvir), також відомий під дослідницькою назвою BMS-791325; скорочено BCV — синтетичний противірусний препарат для лікування гепатиту C, який вивчається в клінічних дослідженнях. У лютому 2017 року компанія «Bristol-Myers Squibb» почала спонсорувати постмаркетингове дослідження беклабувіру в комбінації з асунапревіром та даклатасвіром для вивчення профілю безпеки комбінації щодо функції печінки. З лютого 2014 року по листопад 2016 року проводилося клінічне дослідження фази II комбінації асунапревір/даклатасвір/беклабувір (беклабувір у дослідженні позначається як BMS-791325) на пацієнтах, інфікованих як ВІЛ, так і вірусом гепатиту C. Крім того, метааналіз 6 опублікованих клінічних досліджень показав високі показники відповіді у пацієнтів, інфікованих вірусом гепатиту С генотипу 1, які отримували даклатасвір, асунапревір та беклабувір, незалежно від застосування рибавірину, попередньої терапії на основі інтерферону або обмежень для пацієнтів без цирозу, генотипу IL28B або варіантів, пов'язаних з резистентністю на початку лікування.

## Фармакологічні властивості
Беклабувір діє як інгібітор ферменту вірусу гепатиту C NS5B (який є РНК-полімеразою).